# Alphonse Jolly
Pour les articles homonymes, voir Jolly.
Louis-Alphonse Leveaux, dit Alphonse Jolly, né à Paris le 25 avril 1810 et mort à Compiègne le 10 février 1893, est un historien du théâtre et auteur dramatique français.

## Biographie
Il se lie d’amitié au lycée Condorcet avec Eugène Labiche, avec qui il voyage en Italie entre janvier et juillet 1834. Bien qu’il se montre à l'occasion bourru, timoré et peu serviable, son amitié avec Labiche durera toute leur vie ; la Bibliothèque nationale conserve plusieurs centaines de lettres qu’ils échangèrent pendant une cinquantaine d’années. Sous le pseudonyme d'Alphonse Jolly, pour éviter l’association Leveaux-Labiche, il collabore à trois pièces de Labiche, qui a cinq ans de moins que lui et qui l’appelle affectueusement « Grand-papa », « Mon vieux bonhomme », « Abraham », « Grand-père ».
Historien, il occupe sous le Second Empire les fonctions de conservateur de la bibliothèque du château de Compiègne, résidence préférée de Napoléon III. Il devient maire de Compiègne au début de la IIIe République.

## Publications
- Italie et Sicile, journal d'un touriste, 1854 Texte en ligne
- Les Lectures de l'oncle Robert, avec notes et commentaires, 1868
- Étude sur les Essais de Montaigne, 1870 Texte en ligne
- De la Poésie dans les fables de La Fontaine, 1873
- Étude sur Molière : le Mariage forcé ; les Fourberies de Scapin, 1881 Texte en ligne
- Nos théâtres, de 1800 à 1880 : la tragédie, le drame, la comédie, l'opéra français, l'opéra italien, l'opéra comique, le vaudeville, les ballets, l'opérette, la féerie, les revues, la parodie, la pantomime, 1881-1886
- Le Théâtre de la cour à Compiègne pendant le règne de Napoléon III, 1882-1885
- Les Premières de Molière, 1882 Texte en ligne
- L'Enseignement moral dans les comédies de Molière, 1883

Théâtre en collaboration avec Eugène Labiche
- Un ami acharné, comédie-vaudeville en 1 acte, Paris, Théâtre des Variétés, 19 janvier 1853
- Le Baron de Fourchevif, comédie en un acte, Paris, Théâtre du Gymnase, 15 juin 1859
- La Grammaire, comédie-vaudeville en 1 acte, Paris, Théâtre du Palais-Royal, 26 juillet 1867